# Tolonus contractor
Tolonus contractor är en stekelart som först beskrevs av André Seyrig 1952.  Tolonus contractor ingår i släktet Tolonus och familjen brokparasitsteklar. Inga underarter finns listade i Catalogue of Life.